# Liste der Präsidenten von Nepal
Dies ist eine Liste der Präsidenten von Nepal.

## Präsidenten der Demokratischen Bundesrepublik Nepal
| # | Bild                  | Name                                                    | Amtsantritt      | Amtsaustritt     | Partei                                                      |
| - | --------------------- | ------------------------------------------------------- | ---------------- | ---------------- | ----------------------------------------------------------- |
| − | Girija Prasad Koirala | Girija Prasad Koirala (kommissarisches Staatsoberhaupt) | 15. Januar 2007  | 23. Juli 2008    | Nepalesische Kongresspartei                                 |
| 1 | Ram Baran Yadav       | Ram Baran Yadav                                         | 23. Juli 2008    | 29. Oktober 2015 | Nepalesische Kongresspartei                                 |
| 2 | Bidhya Devi Bhandari  | Bidhya Devi Bhandari                                    | 29. Oktober 2015 | 13. März 2023    | CPN (UML), ab 2018 Nepalesische Kommunistische Partei (NPC) |
| 3 |                       | Ram Chandra Paudel                                      | 13. März 2023    | amtierend        | Nepalesische Kongresspartei                                 |